# Cantone di Ryes
Il Cantone di Ryes era una divisione amministrativa dell'arrondissement di Bayeux.
A seguito della riforma approvata con decreto del 17 febbraio 2014, che ha avuto attuazione dopo le elezioni dipartimentali del 2015, è stato soppresso.

## Composizione
Comprendeva i comuni di:
- Arromanches-les-Bains
- Asnelles
- Banville
- Bazenville
- Colombiers-sur-Seulles
- Commes
- Crépon
- Esquay-sur-Seulles
- Graye-sur-Mer
- Longues-sur-Mer
- Magny-en-Bessin
- Le Manoir
- Manvieux
- Meuvaines
- Port-en-Bessin-Huppain
- Ryes
- Saint-Côme-de-Fresné
- Sainte-Croix-sur-Mer
- Sommervieu
- Tierceville
- Tracy-sur-Mer
- Vaux-sur-Aure
- Ver-sur-Mer
- Vienne-en-Bessin
- Villiers-le-Sec